# Marin Marić
Marin Marić (Spalato, 21 febbraio 1994) è un cestista croato.

## Palmarès
- Campionato belga: 1

Ostenda: 2018-19
- Supercoppa del Belgio: 1

Ostenda: 2018